# Cross River Rail
| Spurweite: | 1067 mm (Kapspur) |                               |                               |
| Stromsystem: | 25 kV 50 Hz ~     |                               |                               |
| Zugbeeinflussung: | ETCS Level 2      |                               |                               |
| Zweigleisigkeit: | durchgehend       |                               |                               |
| |                   |                               |                               |
| \| \| \| North Coast Line \| \| \| \| \| Brisbane Exhibition \| \| \| \| \| North Coast Line \| \| \| \| \| \| \| \| \| \| Brisbane Roma Street \| \| \| \| \| Brisbane Albert Street \| \| \| \| \| Brisbane River \| \| \| \| \| Brisbane Woolloongabba \| \| \| \| \| Brisbane Boggo Road/Park Road \| \| \| \| \| \| \| \| \| \| Gold Coast Line \| \| \| \| \| Brisbane Dutton Park \| \| \| \| \| Gold Coast Line \| \| |                   |                               |                               |
| Strecke |                   | North Coast Line              | North Coast Line              |
| Bahnhof |                   | Brisbane Exhibition           | Brisbane Exhibition           |
| Abzweig ehemals geradeaus und nach links |                   | North Coast Line              | North Coast Line              |
| Tunnelanfang (Strecke außer Betrieb) |                   |                               |                               |
| Turmbahnhof geradeaus unten (Strecke geradeaus außer Betrieb) |                   | Brisbane Roma Street          | Brisbane Roma Street          |
| Haltepunkt / Haltestelle (Strecke außer Betrieb) (im Tunnel) |                   | Brisbane Albert Street        | Brisbane Albert Street        |
| |                   | Brisbane River                |                               |
| Haltepunkt / Haltestelle (Strecke außer Betrieb) (im Tunnel) |                   | Brisbane Woolloongabba        | Brisbane Woolloongabba        |
| Turmbahnhof geradeaus unten (Strecke geradeaus außer Betrieb) |                   | Brisbane Boggo Road/Park Road | Brisbane Boggo Road/Park Road |
| Tunnelende (Strecke außer Betrieb) |                   |                               |                               |
| Abzweig ehemals geradeaus und von links |                   | Gold Coast Line               | Gold Coast Line               |
| Bahnhof |                   | Brisbane Dutton Park          | Brisbane Dutton Park          |
| Strecke |                   | Gold Coast Line               | Gold Coast Line               |

Cross River Rail ist ein Eisenbahnprojekt in der australischen Metropole Brisbane.
Die 10,2 km lange Neubaustrecke unterquert in einem 5,9 km langen Tunnel in zwei getrennten Röhren den Brisbane River und die Innenstadt, wo vier neue Stationen entstehen. Darüber hinaus sind vier neue Stationen, sieben modernisierte Stationen, zwei Abstellanlagen sowie die Einführung von ETCS Bestandteil des Projekts. Das Projekt soll dabei die durch den Fluss geteilte Stadt zusammenwachsen lassen.
Die Inbetriebnahme ist inzwischen für 2026 geplant.

## Geschichte

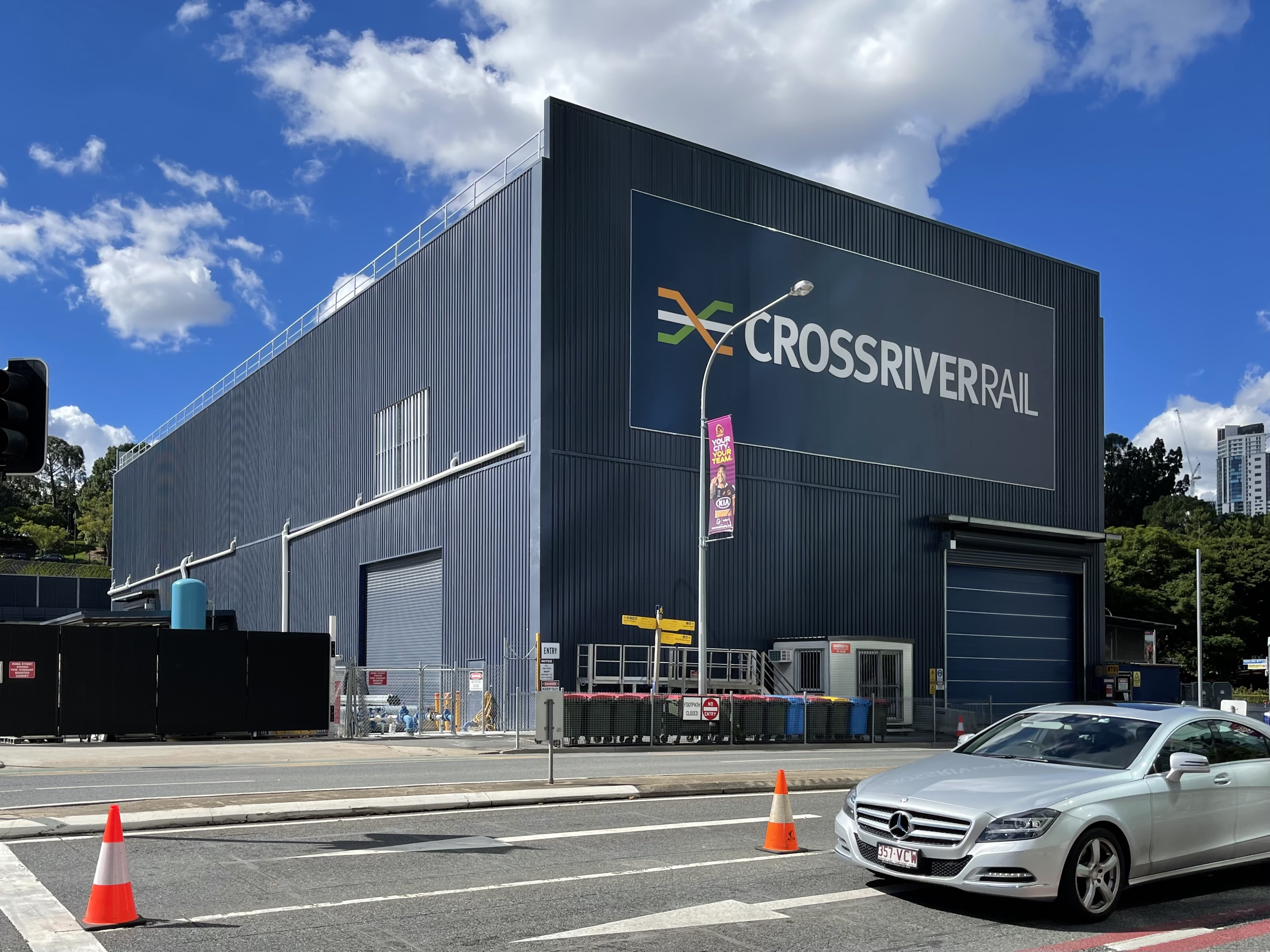
Baustelle der Station Roma Street im April 2021

Das Vorhaben ist eines von einer Reihe von Projekten in Australien in einem Gesamtumfang von rund 100 Milliarden Australischen Dollar.
Anfang 2021 begann der Vortrieb mit zwei Tunnelvortriebsmaschinen. 2021 wurde der Höhepunkt der Bauarbeiten erreicht, mit 15 Baustellen und etwa 2.700 Mitarbeitern. Die Inbetriebnahme war für 2024 geplant.
Im Oktober 2024 fand eine erste Testfahrt (mit 5 km/h) durch den nördlichen Teil des Tunnels statt.

## Nutzen und Finanzierung
Das Projekt gilt nicht nur als Eisenbahn-, sondern auch als Stadtentwicklungsprojekt, das zu etwa 20 Milliarden Dollar Investitionen im Umfeld der neuen Stationen führen soll. Es sollen etwa 7700 neue Arbeitsplätze entstehen. Auch sollen bei den Olympischen Sommerspielen 2032 und Paralympischen Sommerspielen 2032 verschiedene Sportstätten miteinander verbunden werden.
Die Regierung des Bundesstaates Queensland stellt 5,4 Milliarden Australische Dollar für das Projekt bereit. Ein Konsortium finanziert die übrigen 1,5 Milliarden Dollar.

## Technik

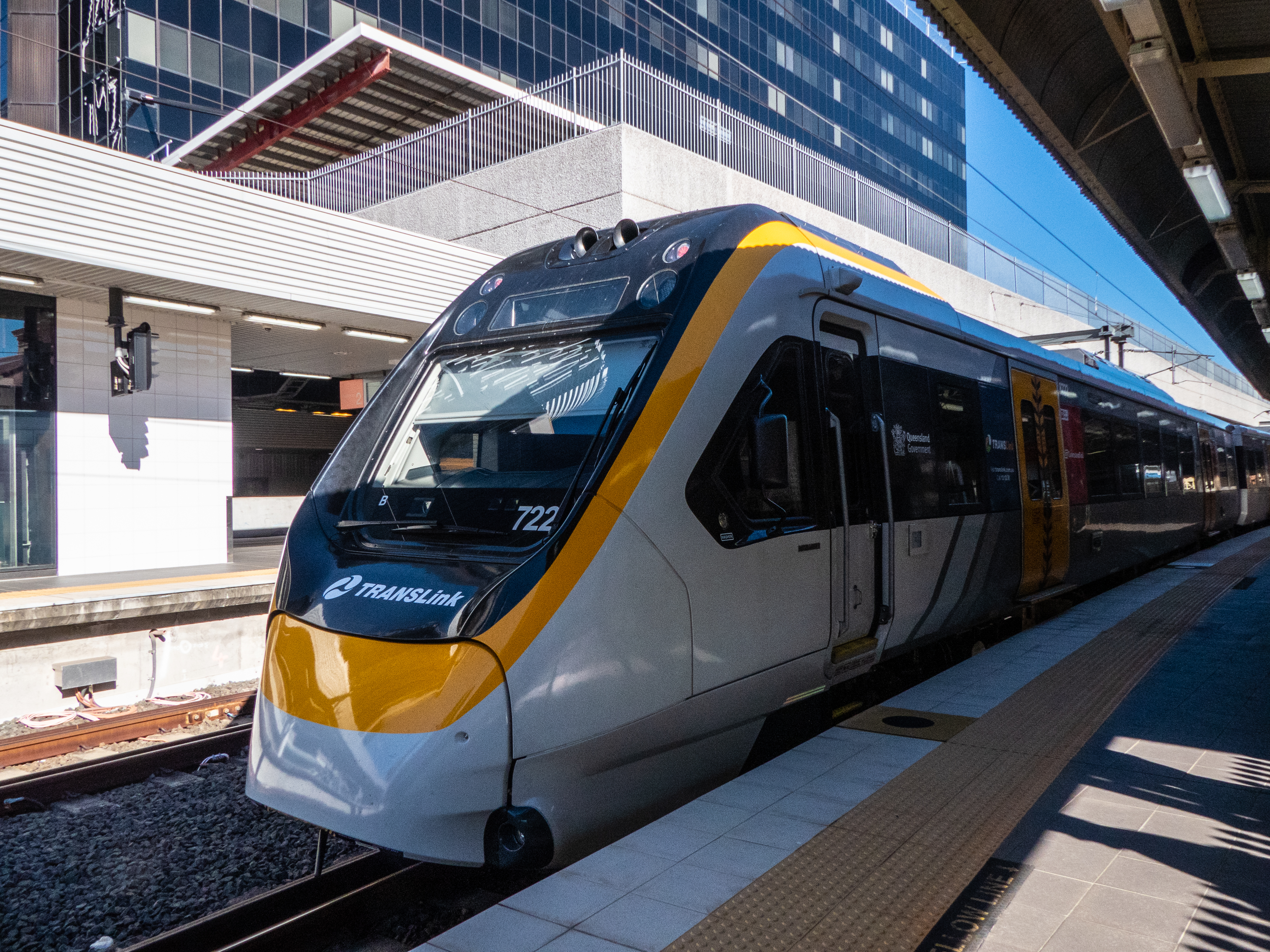
Einer der neuen Züge, die im Rahmen des Projekts beschafft werden.

Der Tunnel ist mit einer Deckenstromschiene ausgerüstet, die 25 kV Wechselspannung führt.
Die Strecke ist für 24 Züge pro Stunde und Richtung entwickelt. Um die geforderte Leistungsfähigkeit zu erreichen, wird die Strecke wird mit ETCS Level 2 und ATO ausgerüstet.
Auch Bahnsteigtüren sind vorgesehen.